# Хярм, Тийт
Тийт Э́вальдович Хярм (эст. Tiit Härm; род. 19 марта 1946, Таллин) — советский и эстонский артист балета, балетмейстер. Народный артист Эстонской ССР (1976).

## Биография
Родился в 1946 году в Таллине, младший брат актрисы и поэтессы Вийу Хярм.
В 1957—1962 годах учился в Таллиннском хореографическом училище, затем в 1962—1966 годах продолжал учёбу в Ленинградском хореографическом училище им. А. Вагановой у Николая Зубковского и Николая Серебренникова. В 1985 году Московский государственный институт театрального искусства им. А. Луначарского по специальности балетного режиссёра у народного артиста СССР, профессора Ростислава Захарова.
В 1966—1990 годах — артист балета Эстонского государственного академического театра драмы им. В. Кингисеппа, в 1990—1991 годах — директор труппы.
В составе труппы выступал в Большом театре и Ленинградском театре оперы и балета им. С. М. Кирова, в театрах оперы и балета многих городов СССР.
В 1971 году присвоено звание Заслуженный артист Эстонской ССР, в 1976 году удостоен звания Народный артист Эстонской ССР.
С 1992 года работал в качестве приглашенного хореографа в различных странах и театрах.
С 2001 по 2009 год возглавлял балетную труппу Национальной оперы «Эстония».
В 2001 году награждён орденом Белой звезды IV степени.
В 2010 году работал приглашённым педагогом в Венской государственной опере.
В 2011 году поставил свой балет «Дама с камелиями» на сцене Латвийской национальной оперы.
в 2014 году создал собственный проект — «Театр балета Тийта Хярма», однако, уже в конце года проект был свёрнут из-за недостатка финансирования.

## Фильмография
- 1979 — Отель «У погибшего альпиниста» — Олаф Андварафорс
- 1983 — Анна Павлова — Александр Волинин
- 1984 — Блистающий мир — Друд — главная роль